# Amt Britz-Chorin-Oderberg
Związek Gmin Britz-Chorin-Oderberg (niem. Amt Britz-Chorin-Oderberg) – związek gmin w Niemczech, leżący w kraju związkowym Brandenburgia, w powiecie Barnim. Siedziba związku znajduje się w miejscowości Britz.
W skład związku wchodzi osiem gmin.
1. Britz
2. Chorin
3. Hohenfinow
4. Liepe
5. Lunow-Stolzenhagen
6. Niederfinow
7. Oderberg
8. Parsteinsee